# Hermann Schwieger
Hermann Schwieger (* 11. Oktober 1908 in Krumwehl, Gemeinde Helse, Kreis Süderdithmarschen; † 10. Juni 1976) war ein deutscher Politiker (SPD). Er war mit Unterbrechungen von 1947 bis 1971 Mitglied des Landtags von Schleswig-Holstein.

## Leben
Nach Abschluss der Volksschule absolvierte Hermann Schwieger zwischen 1924 und 1927 eine Zimmererlehre. Ab 1931 besuchte er die Volkshochschule in Harrisleefeld. Er arbeitete bis 1939 als Zimmergeselle. Ab 1948 war Schwieger Angestellter der IG Bau-Steine-Erden.
Schwieger war bereits einige Zeit Mitglied der Sozialistischen Arbeiter-Jugend, als er 1926 in die SPD eintrat und Gewerkschaftsmitglied wurde. 1927 war er Mitbegründer des Arbeiter-Turn- und Sportvereins Marne. Zu dieser Zeit war Schwieger auch Mitglied des Reichsbanners Schwarz-Rot-Gold. In der Zeit des NS-Regimes entfaltete er keine politische Tätigkeit, erst nach dem Ende des Zweiten Weltkriegs engagierte sich Schwieger wieder gewerkschaftlich und politisch.
Im Jahr 1945 wurde Schwieger Mitglied der IG Bau-Steine-Erden, später war er zeitweise stellvertretender Vorsitzender des DGB-Kreisausschusses Dithmarschen und Mitglied des Bundesbeirates der IG Bau-Steine-Erden. Im Jahr 1946 trat Schwieger auch wieder in die SPD ein und war an der Wiedergründung der Partei in Marne und Süderdithmarschen beteiligt. 1948 wurde er Kreisvorsitzender der SPD in Süderdithmarschen. Vom 21. Oktober 1946 bis zum 12. November 1948 war Schwieger ehrenamtlicher Landrat des Kreises Süderdithmarschen. Seit 1946 war er Mitglied des Süderdithmarscher Kreistages und des Kreisausschusses. Schwieger war von 1946 bis 1964 auch Stadtrat in Marne.
Bei der ersten Landtagswahl im Jahr 1947 wurde Schwieger als Direktkandidat der SPD im Wahlkreis 27 (Süderdithmarschen-Marne) in den schleswig-holsteinischen Landtag gewählt und war zunächst vom 8. Mai 1947 bis zum 31. Mai 1950 Mitglied des Landtags. Am 12. September 1949 nahm Schwieger an der ersten Bundesversammlung teil, bei der Theodor Heuss zum Bundespräsidenten gewählt wurde. In der zweiten Wahlperiode schaffte Schwieger die direkte Wiederwahl nicht, sondern rückte erst am 5. Dezember 1953 für den zuvor verstorbenen Abgeordneten Paul Lohmann in den Landtag nach, Schwieger blieb Abgeordneter bis zum Ende der Legislaturperiode am 6. August 1954. Auch in der dritten Wahlperiode zog Schwieger erst als Nachrücker in den Landtag ein, diesmal für den zuvor verstorbenen Otto Müller, so dass Schwieger ab dem 12. Dezember 1955 wieder Mitglied des Landtags wurde. Bei den folgenden Wahlen in den Jahren 1958, 1962 und 1967 wurde Schwieger jeweils über die SPD-Landesliste in den Landtag gewählt, er blieb Abgeordneter bis zum 15. Mai 1971.